# Buena Vista, Paso de Ovejas
Buena Vista är en ort i Mexiko.   Den ligger i kommunen Paso de Ovejas och delstaten Veracruz, i den sydöstra delen av landet, 290 km öster om huvudstaden Mexico City. Buena Vista ligger 26 meter över havet och antalet invånare är 112.
Terrängen runt Buena Vista är platt. Runt Buena Vista är det ganska tätbefolkat, med 96 invånare per kvadratkilometer. Närmaste större samhälle är Zempoala, 14,5 km norr om Buena Vista. Trakten runt Buena Vista består till största delen av jordbruksmark.